# NGC 668
NGC 668 је спирална галаксија у сазвежђу Андромеда која се налази на NGC листи објеката дубоког неба.
Деклинација објекта је + 36° 27' 36" а ректасцензија 1h 46m 22,6s. Привидна величина (магнитуда) објекта NGC 668 износи 12,9 а фотографска магнитуда 13,7. Налази се на удаљености од 37,270 милиона парсека од Сунца. NGC 668 је још познат и под ознакама UGC 1238, MCG 6-5-3, CGCG 521-80, CGCG 522-1, IRAS 01434+3612, PGC 6502.